# Шизоидное расстройство личности
Шизо́идное расстро́йство ли́чности (от др.-греч. σχίζω — «расщеплять», «раскалывать» + -оидное, от др.-греч. εἶδος — «вид», «внешность», «образ», «характер»; подразумевается схожесть шизоидности видом с расщеплением психики при шизофрении; (устаревшие названия — расстро́йство ли́чности шизо́идного типа, шизо́идная психопати́я; по МКБ-9 также аутисти́ческая ли́чность)) — расстройство личности, основной характеристикой которого является склонность избегать эмоционально насыщенных взаимоотношений путём излишнего замыкания в себе, ухода в фантазии и теоретизирование. Чертой личности людей с этим расстройством  являются эмоциональная холодность, малый и/или скрытно аромантичный интерес к сексу, отсутствие особой мотивации к социальному взаимодействию и предпочтение деятельности в одиночестве (асоциальность), а также ангедония.

## История
Первым шизоидов описал Эйген Блейлер в 1908 году. Данным термином описывались личности, склонные к внутренней жизни и отстранённые от внешнего мира. Затем Эрнст Кречмер в 1921 подробно описал шизоидных личностей в книге «Строение тела и характер» (нем. «Körperbau und Charakter»). В СССР П. Б. Ганнушкин в 1933 году описал шизоидное расстройство личности под названием «шизоидная психопатия», выделив также тип шизоидов «мечтатели», основная характеристика которых — фантазирование всё свободное время.

## Основные черты шизоидов
Основные черты шизоидов: дискомфорт в области отношений с людьми, обращённость на внутренние переживания, социальная замкнутость, повышенная озабоченность фантазиями и бедность эмоциональных связей с окружающими. Термин «аутизм», который изначально использовался для обозначения симптома шизофрении, в последующем стал использоваться и для обозначения шизоидной замкнутости (шизоидный аутизм). П. Б. Ганнушкин отмечал, что аутизм шизоидов вытекает не только из отсутствия у них «аффективного резонанса» к переживаниям других людей, но и из их внутренней парадоксальности и противоречивости, вследствие которых они становятся практически неспособны передать другим, что сами чувствуют. Ганнушкин считает, что «мимозоподобная» замкнутость шизоидов происходит не от чрезмерной ранимости, а из-за неспособности находить адекватный способ общения. В отличие от шизофренического аутизма, шизоидный аутист не теряет способности распознавать реальность, хотя точно так же предпочитает проводить время в фантазиях. Аутизм шизоидов и шизофреников не имеет никакого отношения к детскому аутизму (инфантильному аутизму — F84.0, общему расстройству развития, начинающегося с детского возраста). В данном случае это слова, одинаковые по написанию, но разные по значению (то есть омонимы). Шизофренический аутизм описан Эйгеном Блейлером в 1912 в «Аутистическом мышлении» (нем. Das autistische Denken), но с 1940-х годов, благодаря трудам Лео Каннера, термин стал чаще использоваться для обозначения расстройства развития детей.
Шизоидные личности часто склонны не придавать значения превалирующим социальным нормам. Они могут носить странную одежду и тем сильно выделяться среди общей массы или, к примеру, шизоид, игнорируя социальные нормы, может ходить по улице и в общественных местах «весь в рванине», растрёпанный, непричёсанный. Другой вариант — разговор вслух с самим собой, что также нарушает социальные нормы.
Эмоциональная холодность и уплощённая аффективность может сочетаться также с неизменным выражением лица, монотонным безэмоциональным голосом, плохим зрительным контактом, отсутствием улыбки у шизоида, в то время когда все остальные люди в коллективе улыбаются.
Для шизоидных личностей характерна эмоциональная дисгармония: сочетание повышенной чувствительности и ранимости, когда дело касается личных интересов, и эмоциональная холодность и игнорирование чужих проблем (симптом «дерева и стекла»). Данной характеристикой шизоиды схожи с больными шизофренией. Увлечения и хобби шизоидов обычно оригинальны, уникальны, необычны или странны с точки зрения обычного человека.
Про скрытую внутреннюю жизнь шизоидов писал Кречмер:

«Многие шизоидные люди подобны римским домам и виллам с их простыми и гладкими фасадами, с окнами, закрытыми от яркого солнца ставнями, но где в полусумраке внутренних помещений идут празднества».
Оригинальный текст (нем.)«Viele schizoide Menschen sind wie kahle römische Häuser, Villen, die ihre Läden vor der grellen Sonne geschlossen haben; in ihrem gedämpften Innenlicht aber werden Feste gefeiert».
— Э. Кречмер, «Строение тела и характер»
В случаях с серьёзными трудностями в способности формировать социальные отношения, свидания и браки могут быть для шизоидов недостижимыми.
Ральф Кляйн, заместитель по лечебной работе Международного института Мастерсона (директор и основатель которого — Джеймс Ф. Мастерсон), определяет следующие девять характеристик шизоидной личности, описанные Гарри Гунтрипом:
| Критерии шизоидной личности |                                                               |
| --- | ------------------------------------------------------------- |
| \| - Интроверсия - Замкнутость - Нарциссизм - Самодостаточность - Чувство превосходства \| - Утрата аффекта - Одиночество - Деперсонализация - Регрессия \| |                                                               |
| - Интроверсия - Замкнутость - Нарциссизм - Самодостаточность - Чувство превосходства                                                                        | - Утрата аффекта - Одиночество - Деперсонализация - Регрессия |

Расстройство включено в современные психиатрические классификаторы МКБ-10, -11, DSM-5 и CCMD-3.
Лица с шизоидным расстройством личности, в отличие от лиц с акцентуацией личностных черт, имеют чрезмерные/существенные отклонения от жизни среднестатистического индивидуума и почти всегда имеют личностную и социальную дезинтеграцию. Для постановки диагноза недостаточно факта того, что человек является «одиночкой», необходимо свидетельство его негибкого и дезадаптивного поведения, а также субъективного дистресса и значимого социального снижения от этих личностных черт. При акцентуации характера шизоидные черты проявляются не везде и не всегда, обычно при тяжёлых жизненных ситуациях или стрессе. При расстройстве личности же черты относительно стабильны и тотальны.

## Диагностика

### МКБ-10
Диагностические критерии из адаптированной для использования в России версии Международной классификации болезней 10-го пересмотра МКБ-10 (общие диагностические критерии расстройств личности, соответствие которым должно быть у всех подтипов расстройств):

Состояния, не объясняющиеся прямым образом обширным повреждением или заболеванием мозга или другим психическим расстройством и удовлетворяющие следующим критериям:
- а) заметная дисгармония в личностных позициях и поведении, вовлекающая обычно несколько сфер функционирования, например аффективность, возбудимость, контроль побуждений, процессы восприятия и мышления, а также стиль отношения к другим людям; в разных культуральных условиях может оказаться необходимой разработка специальных критериев относительно социальных норм;
- б) хронический характер аномального стиля поведения, возникшего давно и не ограничивающегося эпизодами психической болезни;
- в) аномальный стиль поведения является всеобъемлющим и отчётливо нарушающим адаптацию к широкому диапазону личностных и социальных ситуаций;
- г) вышеупомянутые проявления всегда возникают в детстве или подростковом возрасте и продолжают своё существование в периоде зрелости;
- д) расстройство приводит к значительному личностному дистрессу, но это может стать очевидным только на поздних этапах течения расстройства;
- е) обычно, но не всегда, расстройство сопровождается существенным ухудшением профессиональной и социальной продуктивности.

— Международная классификация болезней (10-й пересмотр), адаптированный для использования в Российской Федерации — /F60/ Специфические расстройства личности. Диагностические критерии
Для отнесения расстройства личности к одному из определённых в МКБ-10 подвидов (для постановки диагноза большей части подтипов) необходимо, чтобы оно удовлетворяло по крайней мере трём определённым для этого вида критериям.
Диагностические критерии из официальной, международной версии МКБ-10 от Всемирной организации здравоохранения (общие диагностические критерии расстройств личности, соответствие которым должно быть у всех подтипов расстройств):

- G1. Указание на то, что характерные и постоянные типы внутренних переживаний и поведения индивидуума в целом существенно отклоняются от культурально ожидаемого и принимаемого диапазона (или «нормы»). Такое отклонение должно проявляться более чем в одной из следующих сфер:
  - 1) когнитивная сфера (то есть характер восприятия и интерпретации предметов, людей и событий; формирование отношений и образов «Я» и «другие»);
  - 2) эмоциональность (диапазон, интенсивность и адекватность эмоциональных реакций);
  - 3) контролирование влечений и удовлетворение потребностей;
  - 4) отношения с другими и манера решения интерперсональных ситуаций.

- G2. Отклонение должно быть полным в том смысле, что отсутствие гибкости, недостаточная адаптивность или другие дисфункциональные особенности обнаруживаются в широком диапазоне личностных и социальных ситуаций (то есть не ограничиваясь одним «пусковым механизмом» или ситуацией).
- G3. В связи с поведением, отмеченном в пункте G2, отмечается личностный дистресс или неблагоприятное воздействие на социальное окружение.
- G4. Должны быть данные о том, что отклонение является стабильным и длительным, начинаясь в старшем детском или подростковом возрасте.
- G5. Отклонение не может быть объяснено как проявление или последствие других психических расстройств зрелого возраста, хотя эпизодические или хронические состояния из секций от F0 до F7 настоящей классификации могут существовать одновременно с ним или возникать на его фоне.
- G6. В качестве возможной причины отклонения должны быть исключены органическое заболевание мозга, травма или дисфункция мозга (если выявляется такая органическая обусловленность, следует использовать рубрику F07).

Оригинальный текст (англ.)
- G1. Evidence that the individual's characteristic and enduring patterns of inner experience and behaviour deviate markedly as a whole from the culturally expected and accepted range (or 'norm'). Such deviation must be manifest in more than one of the following areas:
  - (1) cognition (i.e. ways of perceiving and interpreting things, people and events; forming attitudes and images of self and others);
  - (2) affectivity (range, intensity and appropriateness of emotional arousaland response);
  - (3) control over impulses and need gratification;
  - (4) relating to others and manner of handling interpersonal situations.

- G2. The deviation must manifest itself pervasively as behaviour that is inflexible, maladaptive, or otherwise dysfunctional across a broad range of personal and social situations (i.e. not being limited to one specific 'triggering' stimulus or situation).
- G3. There is personal distress, or adverse impact on the social environment, or both, clearly attributable to the behaviour referred to under G2.
- G4. There must be evidence that the deviation is stable and of long duration, having its onset in late childhood or adolescence.
- G5. The deviation cannot be explained as a manifestation or consequence of other adult mental disorders, although episodic or chronic conditions from sections F0 to F7 of this classification may co-exist, or be superimposed on it.
- G6. Organic brain disease, injury, or dysfunction must be excluded as possible cause of the deviation (if such organic causation is demonstrable, use category F07).

— Международная классификация болезней (10-й пересмотр) — /F60/ Специфические расстройства личности. Диагностические критерии
Согласно МКБ-10, шизоидное расстройство личности диагностируется при наличии общих диагностических критериев расстройства личности, и плюс к ним трёх и более из нижеследующих признаков:
- мало что доставляет удовольствие или вообще ничего;
- эмоциональная холодность, отчуждённая или уплощённая аффективность;
- неспособность проявлять тёплые, нежные чувства по отношению к другим людям, равно как и гнев;
- слабая ответная реакция как на похвалу, так и на критику;
- незначительный интерес к сексуальным контактам с другим лицом (принимая во внимание возраст);
- повышенная озабоченность фантазиями и интроспекцией;
- почти неизменное предпочтение уединённой деятельности;
- заметная нечуткость к превалирующим социальным нормам и условиям;
- отсутствие близких друзей или доверительных связей (или существование лишь одной) и отсутствие желания иметь такие связи.

Включаются:
- аутистическая личность с преобладанием сенситивных черт («мимозоподобность» со сверхчувствительной внутренней организацией и подверженностью психогениям с астено-депрессивным типом реакций);
- стеничный шизоид с высокой работоспособностью в узких сферах деятельности, сочетающейся с формальным (сухим) прагматизмом и отдельными чертами деспотизма, характеризующими межличностные отношения.

Исключаются:
- шизофрения (F20);
- шизотипическое расстройство (F21);
- синдром Аспергера (F84.5);
- шизоидное расстройство детского возраста (F84.5);
- бредовое расстройство (F22.0).

Диагностика шизоидного расстройства личности (F60.1) исключает синдром Аспергера (F84.5), с другой стороны, синдром Аспергера включает шизоидное расстройство детского возраста.
Пятым знаком в МКБ-10 обозначается состояние декомпенсации или развития личности:
- F60.11 — компенсированное состояние при шизоидном расстройстве личности;
- F60.12 — состояние декомпенсации (психопатическая реакция) шизоидного расстройства личности;
- F60.13 — шизоидное расстройство личности, развитие;
- F60.19 — шизоидное расстройство личности, неуточнённое состояние.

### МКБ-11
В Международной классификации болезней 11-пересмотра (МКБ-11) шизоидное расстройство личности отсутствует, вместо него аналогом является спецификатор «отчуждённость в расстройстве личности» (6D11.1), добавляющийся к основному диагнозу «расстройство личности» (6D10). Основными характеристиками «отчуждённости в расстройстве личности» являются социальная отчуждённость (избегание социальных взаимодействий, отсутствие дружеских отношений и недопущение близости) и эмоциональная отчуждённость (аффективное уплощение, ограниченное эмоциональное выражение и опыт).

### DSM-IV и DSM-5
Согласно DSM-IV и DSM-5, шизоидное расстройство личности относится к кластеру A (необычные или эксцентричные расстройства). Человек с таким расстройством характеризуется общей отстранённостью от социальных отношений и ограниченностью способов выражения эмоций в ситуациях межличностного взаимодействия. Для постановки диагноза необходимо, чтобы четыре или более из ниже перечисленных характеристик начали проявляться с ранней зрелости (от восемнадцати лет) в самых разных обстоятельствах, а также, чтобы расстройство удовлетворяло общим критериям расстройства личности.
1. Не хочет иметь и не получает удовольствия от близких отношений, в том числе семейных.
2. Почти всегда предпочитает уединённую деятельность.
3. Слабо заинтересован, если вообще заинтересован, в сексуальных отношениях.
4. Получает удовольствие лишь от небольшого числа видов деятельности или вообще ни от какой деятельности удовольствия не получает.
5. Не имеет близких друзей или товарищей, кроме ближайших родственников.
6. Предстаёт равнодушным к похвале или критике.
7. Проявляет эмоциональную холодность, отрешённость или уплощённую аффективность.

Для постановки диагноза эти проявления не должны регистрироваться исключительно в течение шизофрении, биполярного расстройства или депрессивного расстройства с психотическими симптомами, другого психотического расстройства или расстройства аутистического спектра, и не должны быть прямым следствием каких-то других болезней или общего физического состояния.
Некоторые исследователи предлагают удалить шизоидное расстройство личности из следующих изданий Диагностического и статистического руководства по психическим расстройствам (DSM). Причины — низкая распространённость шизоидного расстройства личности, плохие психометрические свойства заданных в DSM критериев. По мнению исследователей, это ставит под вопрос необходимость в классификаторе этого диагноза и его клиническая польза под сомнением.

### Дифференциальный диагноз
Шизотипическое расстройство личности отличается от шизоидного наличием когнитивных или перцептивных искажений в дополнение к социальной изоляции. При шизотипическом расстройстве (F21) наблюдаются более выраженные мыслительные и сенсорные нарушения, более низкая социальная приспособленность, а также эпизоды субпсихотического уровня.
Параноидное расстройство личности отличается подозрительностью и параноидным мышлением. К тому же, пациенты с параноидным расстройством личности способны вовлекаться в эмоционально насыщенные и устойчивые отношения с окружающими, и чаще используют проекцию.
Эмоционально неустойчивое расстройство личности и тревожное (уклоняющееся, избегающее) расстройство личности характеризуется более богатой социальной и эмоциональной жизнью, пациенты с этими расстройствами личности более заинтересованы в установлении контактов, болезненно воспринимают своё одиночество, и менее склонны к аутистическому фантазированию. Если пациенты в беседе с врачом высказывают фантазии о воображаемых близких отношениях, которые сопровождаются страхом зависимости от окружающих, то диагноз уклоняющегося расстройства личности более вероятен.
Тем не менее, часты случаи, когда шизоидное расстройство личности сочетается вместе с тревожным, параноидным или шизотипическим расстройством личности. В этом случае диагностируется смешанное расстройство личности по МКБ-10 (код F61.0), либо «другое уточнённое расстройство личности» по DSM-5 (англ. “other specified personality disorder” with “mixed personality features”, код 301.89/F60.89).
Шизоидное расстройство личности, в связи с близкими к мягкому расстройству аутистического спектра (ранее именовавшимся в DSM-IV и МКБ-10 «синдромом Аспергера») проявлениями, может быть ошибочно диагностировано как это состояние. Дифференциальная диагностика в этом случае представляет трудность. При расстройстве аутистического спектра обычно наблюдаются более тяжёлые нарушения коммуникации и стереотипные интересы и поведение.
Должна быть исключена псевдопсихопатическая шизофрения с шизоидным радикалом.

## Интерпретации

### Психоаналитическая
В психоанализе шизоидное расстройство личности понимается как состояние человека с шизоидным типом личности, находящимся на пограничном уровне развития организации личности. Психоаналитики полагают, что человек с таким типом личности может находиться также на невротическом (что соответствует акцентуациям в отечественной психологии) и психотическом уровне, но характерные для данного типа личностные особенности при этом будут сохраняться.
Считается, что для шизоидной организации личности характерна опора на защитное фантазирование — уход от реальности во внутренний мир, фантазии. Кроме того, одной из наиболее характерных защит для шизоида является интеллектуализация, которая позволяет снижать эмоциональное значение происходящего, не теряя с ним связь. Кроме того, шизоидные личности часто опираются на сублимацию, которая может опираться на плоды богатой фантазии шизоида. Более редко у шизоидов отмечается интроекция (присвоение качеств значимого лица), проекция и идеализация/обесценивание.
Предполагается, что первичный конфликт, формирующий шизоидную личность, лежит в области отношений и касается проблем сближения/отдаления. Шизоид постоянно выдерживает значительную дистанцию с людьми, из-за чего вечно жаждет близости. Вместе с тем, близость ассоциируется у него с нарушением границ и поглощением, что заставляет шизоида сохранять дистанцию, для обеспечения собственной безопасности. Для шизоидных личностей часто характерна эксцентричность, игнорирование социальных норм.
Значительную популярность имеет гипотеза о влиянии противоречивых двойных посланий на формирование в ребёнке шизоидного типа личности.

## Терапия

### Психоаналитическая
Терапия шизоидных личностей в целом проходит относительно комфортно для психоаналитически ориентированных терапевтов. Одной из возможных трудностей, которых стоит ожидать, является переход диалога с клиентом на абстрактно-теоретический уровень, слишком оторванный от реальности. К этому склонны сами шизоиды, и терапевт также может увлечься такой манерой общения. Между тем настойчиво требовать от шизоидного клиента, чтобы он «изъяснялся нормально» — недопустимо, так как терапевт, не способный принять неординарный способ мышления клиента, воспринимается шизоидом как не эмпатичный, не заинтересованный в нём.
Общие проблемы, возникающие при работе с шизоидным клиентом, касаются, что предсказуемо, вопросов дистанции между клиентом и терапевтом.
Несмотря на относительную эмоциональную комфортность, психоаналитическая терапия шизоидных личностей занимает продолжительное время и вызывает много трудностей. Шизоиды в целом плохо вовлекаются в психотерапию по причине трудностей в установлении эмпатических отношений с психотерапевтом и низкой мотивации к лечению.

### Медикаментозная
Сонни Джозеф предлагает использовать симптоматическую терапию при шизоидном расстройстве личности:
- При социальном отчуждении, стремлении к прекращению контактов с другими людьми, сниженной социальной мотивации могут применяться антипсихотические средства: малые дозы рисперидона (0,5—1 мг), оланзапина (2,5—5 мг).
- При социальной тревожности — трициклические антидепрессанты или антидепрессанты группы селективных ингибиторов обратного захвата серотонина (СИОЗС), бета-адреноблокаторы, малые дозы бензодиазепинов.
- При ангедонии и сниженном либидо — бупропион (100—400 мг) или нефазодон[англ.] (200—500 мг).

Однако исследований по эффективности атипичных антипсихотиков против преобладающей негативной (дефицитарной) симптоматики (апато-абулии, эмоционального уплощения, аутизма, десоциализации и др.) изолированно от продуктивной выполнено не было.

### Самолечение
Психоактивные вещества способны играть роль «коммуникативного допинга» (в терминологии А. Е. Личко) для шизоидов, то есть облегчать контакты с другими людьми и вселять уверенность в себе. По этой причине лица с шизоидным расстройством личности могут проявлять склонность к употреблению алкоголя.

## Феноменология

### «Секретный» шизоид
Многие шизоидные личности демонстрируют обаятельную, взаимно активную личность, что противоречит определению шизоидной личности в психиатрических классификаторах DSM-5 и МКБ-10. Британский психолог Г. Гантрип (используя идеи Клейна, Фэйрберна и Винникотта) классифицирует этих людей как «секретных шизоидов», поведение которых характеризуется социальной доступностью, заинтересованностью, вовлечённостью и включённостью в общение, которые одновременно с этим остаются эмоционально замкнутыми и изолированными в безопасности внутреннего мира.
Часто социальное функционирование шизоидного индивидуума улучшается, иногда кардинально, если он узнаёт, что является анонимным участником разговора или переписки в реальном времени, например, в онлайн-чате или на анонимных имиджбордах. Действительно, часто это случай, когда онлайн-переписка индивидуума ничего не сообщает о его вовлечённости и аффекте.
Уход или отчуждённость от внешнего мира является характерной чертой шизоидной патологии, однако эта характеристика может проявляться либо в «классической», либо в «секретной» форме. Классическая форма соответствует типичному описанию шизоидной личности, предложенному в DSM-5 и МКБ-10. Это «столь же часто» скрытое внутреннее состояние: то, что видится сторонним взглядом, может не соответствовать субъективному внутреннему миру пациента. Клейн предостерегает, что нельзя упускать из виду идентификацию шизоидного человека, потому что невозможно увидеть его отстранение через защитное, компенсаторное взаимодействие с внешней реальностью. Он предлагает спрашивать индивидуума, каково его субъективное переживание, чтобы обнаружить наличие шизоидного отказа от эмоциональной близости.
Описания шизоидной личности как «скрытой» за внешним проявлением эмоциональной вовлечённости были признаны с 1940 года благодаря описанию Фэйрберном «шизоидного эксгибиционизма», в котором шизоидный индивид способен выразить большое чувство и создать впечатляющие социальные контакты, но в действительности при этом ничего не даёт и ничего не теряет. Поскольку шизоид «играет роль», его личность остаётся не вовлечённой. По словам Фэйрберна, человек отрекается от той роли, которую он играет, и шизоид стремится сохранить свою личность нетронутой и неуязвимой для компромисса. Дополнительные сведения о «секретном» шизоиде даны психоаналитиком Масудом Ханом, Джеффри Сейнфельдом, и Филипом Мэнфилдом, которые описали лиц с шизоидным расстройством личности, которые «наслаждаются» публичными выступлениями, но испытывают больши́е трудности в перерывах, когда аудитория будет пытаться вовлечь их эмоционально. В этих работах раскрываются проблемы, связанные с использованием внешнего наблюдаемого поведения для оценки наличия расстройств личности у определённых лиц.

### Фантазия шизоида
Патологическая зависимость от фантазий и озабоченности внутренним опытом часто является частью шизоидного ухода из мира. Таким образом, фантазия становится ключевым компонентом самости в изгнании, хотя фантазия у шизоидных индивидуумов гораздо сложнее, чем способ облегчения абстиненции:64.
Фантазии об отношении с миром и с другими. Это замещающие отношения, характеризуются идеализированными, защитными и компенсационными механизмами. Это автономно и свободно от опасностей и беспокойств, связанных с эмоциональной связью с реальными людьми и ситуациями. Клейн объясняет это как «выражение себя, борющегося за то, чтобы соединиться с объектами, хотя и с внутренними объектами». Фантазия позволяет шизоидным пациентам чувствовать себя связанными, и всё же свободными от заключения в отношениях. Проще говоря, в фантазии некто может присоединиться (к внутренним объектам) и остаться свободным. Этот аспект шизоидной патологии был тщательно исследован в работах Лэйнга, Винникотта и Клейна:64.

### Сексуальность шизоидов
Люди с шизоидным расстройством личности иногда испытывают сексуальную апатию, хотя обычно не страдают аноргазмией. Их предпочтение оставаться одиноким и отстраненным может привести к тому, что их потребность в сексуальных контактах будет меньше, чем у тех, у кого нет шизоидного расстройства личности. Сексуальные контакты часто заставляют людей с данным расстройством чувствовать, что их личное пространство нарушается, и они обычно считают, что мастурбация или сексуальное воздержание предпочтительнее эмоциональной близости, которую они должны терпеть, вступая в половую связь. Существенно расширяют данную картину примечательные шизоиды, которые периодически или даже часто вступают в сексуальные контакты с другими людьми.
Гарри Гантрип: с. 303 описывает «тайный сексуальный роман», в который вступают некоторые женатые шизоидные индивидуумы, как попытку уменьшить количество эмоциональной близости в своих отношениях. Это явление отражено «покорной личностью» Карен Хорни, которая может исключить сексуальные контакты как «слишком интимные для постоянных отношений, и вместо этого удовлетворить свои сексуальные потребности с незнакомцами». И наоборот, шизоид может ограничить отношения только сексуальными контактами и не иметь других отношений с партнёром. Джеффри Сейнфельд, профессор социальной работы в Нью-Йоркском университете, опубликовал том о шизоидном расстройстве личности, в котором подробно описываются примеры «шизоидного голода», который может проявляться как сексуальная распущенность. Сейнфельд приводит пример шизоидной женщины, которая тайно посещает различные бары, чтобы встретиться с мужчинами и получить безличное сексуальное удовлетворение, что облегчало её сексуальное влечение и ощущение пустоты.
Салман Ахтар с большей точностью описывает это активное взаимодействие явной и скрытой сексуальности и мотивации некоторых людей с шизоидным расстройством личности. Вместо того, чтобы следовать узкому предположению, что шизоидные личности являются либо сексуально активными, либо асексуальными, Ахтар предполагает, что эти силы могут присутствовать в человеке, несмотря на их противоречивость. Поэтому клинически точная картина шизоидной сексуальности должна включать в себя явные признаки: «асексуальный, иногда или всегда безбрачный, свободный от романтических интересов, не приемлет сексуальных сплетен и инсинуации», а также возможных скрытых проявления «тайных подглядываний и порнографических интересов, уязвимый для эротомании и склонный к извращениям», хотя ни одно из них не обязательно относится ко всем людям с шизоидным расстройством личности.

### Феноменологический профиль шизоидов по Ахтару
Американский психиатр и психоаналитик Салман Ахтар описал феноменологический профиль шизоидного расстройства личности, в котором классические и современные клинические описательные взгляды синтезированы с помощью психоанализа. Этот профиль обобщён в приведённой ниже таблице, в которой перечислены клинические признаки, включающие 6 областей психосоциального функционирования и разделённые на «явные» и «скрытые» характеристики.
| Область                   | | |
| Область                   | Явные характеристики | Скрытые характеристики |
| ------------------------- | --- | --- |
| «Я»-концепция             | - уступчивый - стоический - не склонный к конкуренции - самодостаточный - недостаточно уверенный в себе - чувствующий собственную неполноценность, ощущающий себя «аутсайдером» по жизни                                        | - циничный - неаутентичный - деперсонализованный - поочерёдное ощущение себя то пустым и роботоподобным, то полным фантазий всемогущества и мщения - скрытая претенциозность                                                                              |
| Межличностные отношения   | - замкнутый - отчуждённый - имеющий мало близких друзей - невосприимчивый к эмоциям других людей - боящийся близости | - высоко сенситивный - глубоко любопытный о других - жаждущий любви - завидующий спонтанности других - сильно нуждающийся в участии с другими - способный эмоционально возбуждаться в компании из тщательно подобранных людей                             |
| Социальная адаптация      | - предпочитают одиночную профессиональную и рекреационную деятельность - маргинальный или избирательно общительный в группах - уязвимый для эзотерических движений из-за сильной потребности к принадлежности - склонный к лени | - отсутствие чёткости целей - слабое ощущение этнической принадлежности - обычно способный к постоянной работе - довольно креативный, способен делать уникальный и оригинальный вклад - способный к страстной выносливости в определённой сфере интересов |
| Любовь и сексуальность    | - асексуальный, иногда принципиально не состоящий в браке - свободный от романтических интересов - испытывающий отвращение к сексуальным сплетням и намёкам                                                                     | - тайные вуайеристские интересы - склонный к эротомании - тенденция к компульсивной мастурбации и перверсиям |
| Этика, стандарты и идеалы | - оригинальные, уникальные моральные и политические убеждения - склонность к спиритуальным, мистическим и парапсихологическим интересам                                                                                         | - моральная непрямолинейность (moral unevenness) - то поразительно аморальный и склонный к случайным преступлениям, то альтруистически самоотверженный |
| Когнитивный стиль         | - рассеянный - поглощённый фантазиями - неясная и высокопарная речь - чередование красноречия и невнятности | - аутистическое мышление - переходы между острым контактом с внешней реальностью и гиперрефлексией на себе - эгоцентричное использование языка |

### Подтипы по Теодору Миллону
Американский психолог Теодор Миллон выделил четыре подтипа шизоидного расстройства личности. Лицо, страдающее данным расстройством, может демонстрировать следующие черты:
| Подтип | Характеристика |
| --- | --- |
| Вялый шизоид (англ. «languid schizoid»): с присоединением черт, характерных для лиц с депрессивным расстройством личности                                       | С ярко выраженной инертностью, чрезвычайно низким уровнем активности; по своей природе флегматичный, апатичный, испытывающий хроническую усталость, медлительный, вялый, истощённый, ослабленный.                                                                  |
| Дистанцированный шизоид (англ. «remote schizoid»): с присоединением черт, характерных для лиц с тревожным расстройством личности и шизотипическим расстройством | Обособленный, отгороженный от общества; замкнутый, одинокий, изолированный, возможно без определённого места жительства, разобщённый, ведущий затворнический образ жизни, бесцельно дрейфующий по океану жизни; испытывающий больши́е трудности с трудоустройством. |
| Деперсонализированный шизоид (англ. «depersonalized schizoid»): с присоединением черт, характерных для лиц с шизотипическим расстройством                       | Разобщён в отношениях с самим собой и окружающими; воспринимающий своё «я» как нечто бесплотное, отдалённое; представляющий своё тело и сознание разъединёнными, расщеплёнными, диссоциированными, не связанными друг с другом.                                    |
| Безэмоциональный шизоид (англ. «affectless schizoid»): с присоединением черт, характерных для лиц с ананкастным расстройством личности                          | Эмоционально холодный, сухой, неотзывчивый, чрезмерно сдержанный, безразличный, невозмутимый, невозбудимый, безжизненный, угрюмый; проявление всех эмоций сведено к минимуму.                                                                                      |

## Аутизм, а также анэстетические и гиперэстетические элементы шизоидов
Первоначально немецкий психиатр Эрнст Кречмер описал в своей теории темпераментов и конституций переход от здоровья к болезни: от шизотимиков (психически здоровых, нем. Schizothymen) — к шизоидам (пограничный уровень, нем. Schizoiden) — к шизофреникам (психопатологический уровень, нем. Schizophrenen). Кречмер выделял гиперэстетический аутизм (нем. hyperästhetisch, на англ. hyperæsthetic, происходит от др.-греч. ὑπέρ «повыше», «свыше», «сверх» + αἴσθησις «чувство», «ощущение», «сообразительность») и анэстетический аутизм (от нем. anästhetisch, на англ. anæsthetic, от др.-греч. ἀν- отрицательная приставка; «не-» + др.-греч. αἴσθησις «чувство», «ощущение», «сообразительность»). Гиперэстетический аутизм проявляется при повышенной чувствительности в виде ухода в себя и жизни в грёзах, а анэстетический — отсутствием эмоционального интереса к внешнему миру, «простой бездушностью».
Психэстетической пропорцией (нем. psychästhetische Proportion, происходит от нем. psychästhetisch, на англ. psychæsthetic, от др.-греч. ψυχή «дух», «душа», «сознание», «характер» + др.-греч. αἴσθησις «чувство», «ощущение», «сообразительность») называется переплетение анэстетических и гиперэстетических элементов у шизоидных личностей. По Кречмеру, аутизм — симптом шизоидного «темперамента», имеющий различия в зависимости от психэстетической шкалы (нем. psychästhetische Skala). Аутизм может в некоторых случаях являться симптомом повышенной чувствительности. Такой тип гиперэстетических шизоидов с раздражением и отвращением воспринимает краски и тона реальной жизни, и их аутизм заключается в том, что они уходят в самих себя, стремятся избежать какого бы то ни было внешнего раздражения и заглушить его. В одиночестве они ведут жизнь в грёзах, «бездеятельную, но полную мыслей», как это делал, к примеру, немецкий поэт и шизофренический аутист Фридрих Гёльдерлин. Другой писатель, Август Стриндберг, удачно высказался о потребностях аутистов, заявив о своём желании «одиночества, чтобы закутаться в шёлк своей собственной души».
Анэстетические шизоиды просто не интересуются внешним миром, а его требования они игнорируют. Такой тип аутистов замыкается в сам в себе, так как ощущает, что внешний мир ничего не может дать ему. Кречмер один из первых предположил, что аутизм — защитное образование, которое ограждает шизофренического аутиста от субъективно нестерпимой реальности.
Аутизм большинства шизофреников и шизоидов представляет комбинацию обоих элементов «темперамента»: равнодушие со слабо выраженной боязливостью, и одновременно с этим холод и враждебность с бурным желанием быть оставленным в покое. Большинство шизоидов выделяются не только чрезмерной холодностью или чувствительностью, а обеими этими характеристиками в абсолютно различных комбинациях. Антипатия к коммуникации с людьми варьирует от застенчивости и нежной тревоги через угрюмую причудливую тупость и иронический холод до резкой и активной мизантропии. Вследствие бегства от людей и из склонности ко всему тому, что спокойно, шизоиды обычно любят проводить время на природе или с книгой. Наряду с обыкновенной необщительностью, характерной чертой некоторых высокоодарённых шизоидов, является избирательная общительность в замкнутом кругу, при этом они предпочитают изящную светскую жизнь, аристократический этикет, выдержанный и формальный стиль общения. Дружба у шизоидов обычно к одному человеку, часто тоже шизоиду, образуя «союз двух мечтающих чудаков».
Шизоидные качества характера, наблюдаемые на поверхности, выделенные Кречмером, следующие:
- боязлив, застенчив, сентиментален, нервен, тонко чувствует, возбуждён, друг книги и природы;
- чудак, необщителен, сдержан, тих, серьёзен (лишён чувства юмора);
- добродушен, послушен, равнодушен, честен, туп и глуп.

Постпсихотическая (псевдопсихопатическая) личность у больных шизофренией после психоза часто проявляется очень яркой шизоидностью, хотя и бывают случаи шизофренического слабоумия. Иногда встречаются шизоиды, которые выглядят так, будто испытали шизофренический психоз до рождения: с детства они слабоумны, недружелюбны, необходительны, упрямы. Такие характеристики личности свойственны лицам, перенёсшим тяжёлый эндогенный психоз.

## Связь с шизофренией
Шизофрения часто развивается именно у шизоидных личностей. П. Б. Ганнушкин предполагает генетическое родство шизоидного расстройства личности с шизофренией по причине частого обнаружения большего количества шизоидов в семьях шизофреников. По исследованиям Фёрстера А. et al (1991) и Маккриди Р. Г. et al (1994) у больных шизофренией до проявления болезни наблюдалось чаще, чем в среднем, шизоидное расстройство личности или шизотипическое расстройство. Согласно российским психиатрическим руководствам, у 44 % больных шизофренией до начала болезни наблюдался шизоидный тип личности.
Британским психоаналитиком Фейрберном (1952) шизоидное расстройство личности расположено в начале расстройств шизофренического спектра, а в конце него находится ядерная шизофрения.
В DSM-5 отмечается, что шизоидное расстройство личности зачастую встречается в преморбиде у больных шизофренией и бредовым расстройством.

## Шизомания
Описаны острые шизофреноподобные психотические расстройства у шизоидов, возникающие психогенно, то есть при неблагоприятных жизненных ситуациях или психотравмах, — шизофренические реакции. Х. Глауде (1923) описал подобный тип психозов у шизоидов под названием «шизомания». Психопатические реакции у шизоидов также называются шизофренными или шизоидными реакциями.

## Эпидемиология
По данным DSM-5, шизоидное расстройство личности встречается у 3,1—4,9 % лиц в населении (США). По российским данным распространённость расстройства около 7 %.
Среднестатистическое преобладание шизоидного расстройства личности по диагностическим критериям DSM-III (1980) — 0,9 %, диапазон варьирует от 0 % (Baron et al., 1985; Black et al., 1993) до 5,7 % (Drake & Vaillant, 1985). По критериям DSM-III-R (1987) среднестатистическое преобладание — 0,3 %, с диапазоном от 0,2 % (Kendler et al., 1993) до 1,1 % (Erlenmeyer—Kimling et al., 1995).
| Данные эпидемиологических исследований | Данные эпидемиологических исследований | Данные эпидемиологических исследований |
| -------------------------------------- | -------------------------------------- | -------------------------------------- |
| Исследование                           | Год                                    | Распространённость                     |
| Baron et al.                           | 1985                                   | 0 %                                    |
| Drake & Vaillant                       | 1985                                   | 5,7 %                                  |
| Reich et al.                           | 1989                                   | 0,9 %                                  |
| Coryell & Zimmerman                    | 1989                                   | 1,6 %                                  |
| Black et al.                           | 1993                                   | 0 %                                    |
| Kendler et al.                         | 1993                                   | 0,2 %                                  |
| Erlenmeyer—Kimling et al.              | 1995                                   | 1,1 %                                  |
| Maier et al.                           | 1995                                   | 0,3 %                                  |

## Гендерные особенности
В американском диагностическом руководстве DSM-5 указывается, что шизоидное расстройство среди мужчин встречается «чуть чаще», чем среди женщин. В российских психиатрических руководствах указано преобладание мужчин 2:1.

## Суицидальность
Шизоидность и уплощение эмоциональной реакции — факторы повышенного риска суицида.
Такие преморбидные особенности лиц с шизоидным расстройством личности, как аутистичность, эмоциональная холодность и неспособность получать удовольствие отражаются на их суицидальном поведении. Самоубийства шизоидов обычно носят истинный характер и тщательно спланированы. Демонстративные «самоубийства» или шантаж самоубийством, как у истерических личностей, среди шизоидных лиц встречается крайне редко. Шизоидам свойственно скрывать свои суицидальные мысли и намерения.
Часто среди лиц с шизоидным расстройством личности встречается рационально обоснованная и аргументированная позиция о том, почему они хотят уйти из жизни, при этом данная «суицидальная конструкция» занимает устойчивую позицию в сознании. Повышенная способность к интроспекции у шизоидов только усиливает отрыв от реальности и позволяет им рациональнее обосновать свой выбор в суициде.

## Шизоиды в литературе и кино
В художественной литературе встречаются яркие и запоминающиеся персонажи с признаками шизоидного расстройства личности. Например, "Человек в футляре" из рассказа Антона Павловича Чехова и Шерлок Холмс Артура Конана Дойла. Шерлок Холмс не имеет близких контактов с людьми, за исключением своего помощника и доверенного лица Ватсона.
В кино шизоидами являются некоторые герои американских вестернов в исполнении Клинта Иствуда. Также шизоидом является Бэтмэн — социально изолированный и хладнокровный супергерой, занимающийся разработкой супероружия и совершенствованием своих физических навыков путём тяжелых тренировок.